# Efigènia d'Etiòpia
Efigènia d'Etiòpia o Ifigènia d'Etiòpia, també anomenada Ifigènia d'Abissínia, és una santa popular occidental. A la Llegenda àuria s'explica que va ser una verge convertida al cristianisme i després consagrada a Déu per l'apòstol Mateu, que va estendre l'Evangeli a la regió d'"Etiòpia". Amb aquest nom es refereix a les regions al sud del mar Caspi, ja sigui en una de les províncies de Mesopotàmia (Assíria i Babilònia), o a l'antiga Armènia (Còlquida).

## Vida hagiogràfica
Segons la llegenda, Efigènia era filla del rei etíop Egip. Va decidir dedicar la seva vida a Déu després d'escoltar Mateu apòstol, que la va consagrar com a monja.
En succeir a Eggipus, el nou rei d'Etiòpia, Hirtac, va prometre a l'apòstol Mateu la meitat del seu regne si podia persuadir Efigènia de casar-se amb ell. Així doncs, Mateu va convidar el rei a missa el diumenge següent on va explicar que ella ja estava desposada amb el rei etern i, per tant, no es podia casar amb ell. Enfurismat, el rei Hiraticus va abandonar l'església i més tard va enviar un espadatxí a matar a Mateu que estava al costat de l'altar de l'església en aquell moment, convertint així Mateu en màrtir.
No havent aconseguit doblegar Efigènia a la seva voluntat, Hirtacus va intentar incendiar casa seva. Tanmateix, Mateu va aparèixer en esperit i va protegir la casa, convertint-la en el palau reial. El fill del rei va ser capturat pel diable i el mateix rei va contreure la lepra, i finalment es va suïcidar.
Després de la mort d'Hiraticus, el poble va escollir com a rei el germà d'Efigènia, que va regnar durant setanta anys, deixant el seu regne al seu fill que va omplir Egipte d'esglésies cristianes.

### Església Catòlica Romana

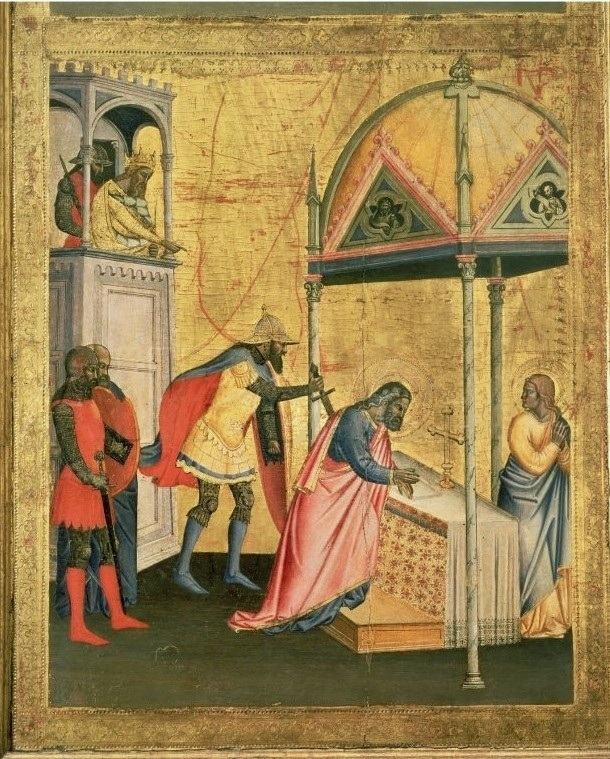
El Martiri de Sant Mateu, amb Santa Ifigènia a la dreta. (Retaule de Sant Mateu, c.1367-70, Galleria degli Uffizi, Florència)